# Aldeia Grande

Aldeia Grande é uma localidade situada na antiga freguesia de Nossa Senhora da Anunciada, do Município de Setúbal.
A Capela de São Pedro de Alcube fica situada nesta localidade.